# كسرة عفنان (الرقة)
كسرة عفنان قرية سورية تتبع ناحية مركز الرقة في منطقة مركز الرقة في محافظة الرقة. بلغ عدد سكانها 986 نسمة في عام 2004 حسب إحصاء المكتب المركزي للإحصاء.